# Cristianismo en Pakistán

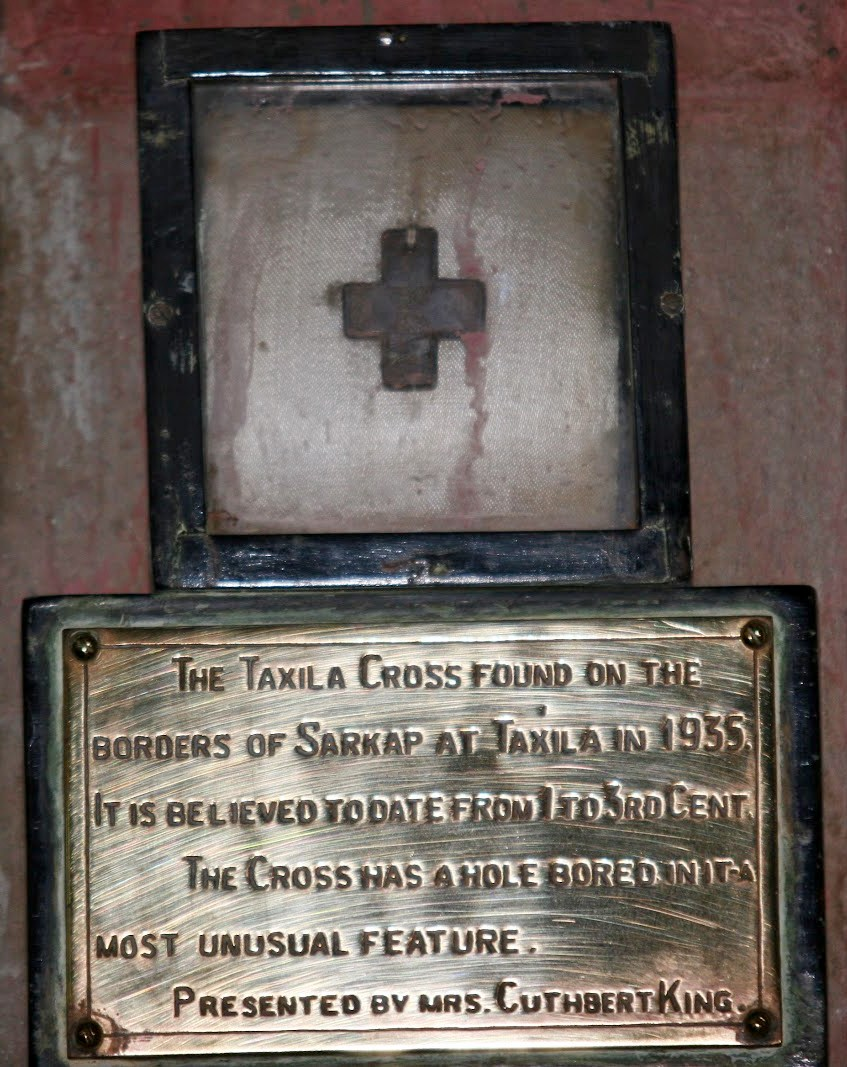
Taxila Cross, descubierta en 1935 en Sirkap cerca de Taxila y colocada en la Catedral de Lahore.

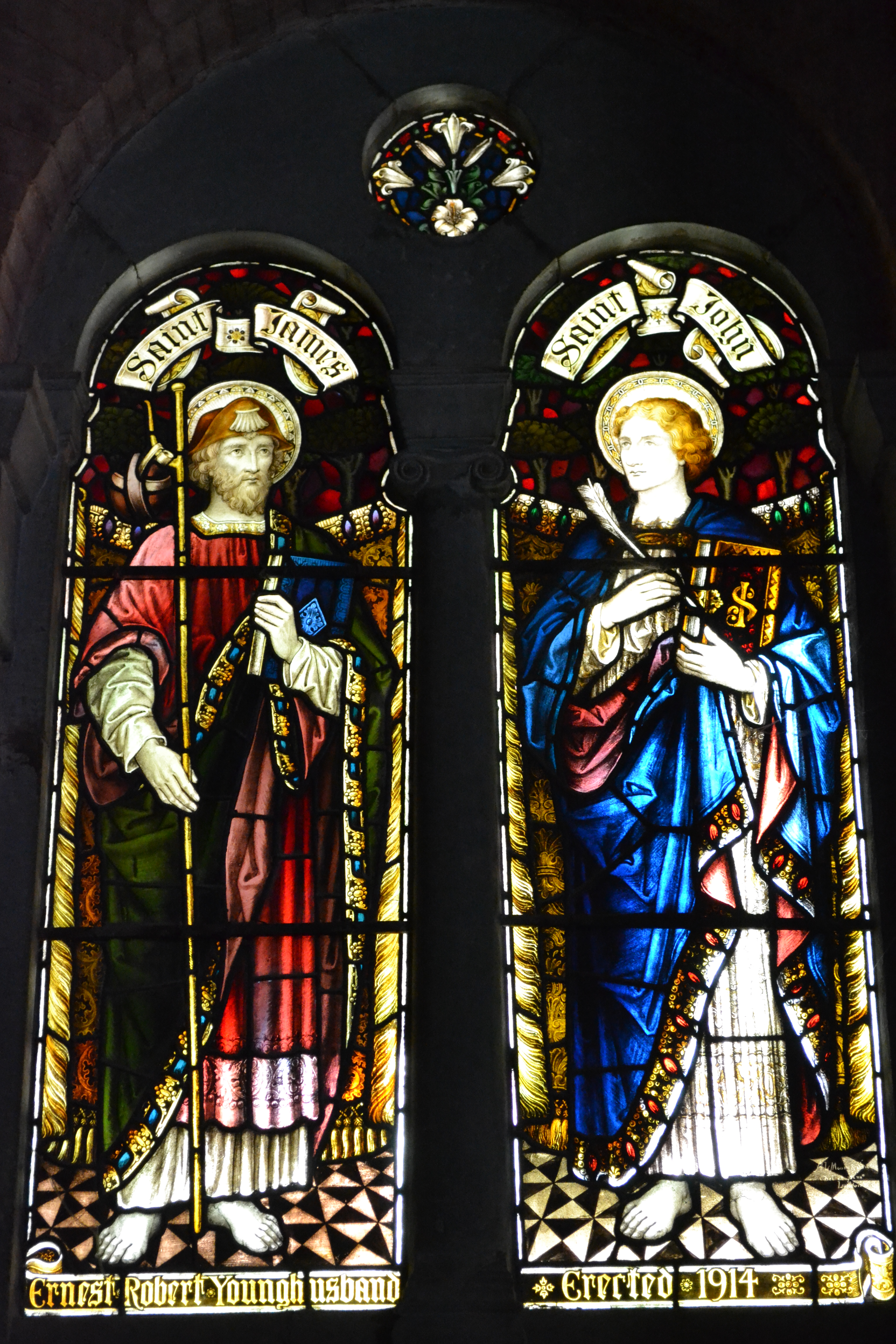
Vidrieras de la iglesia de San Andrés, Lahore.

Los cristianos constituyen una de las dos minorías religiosas más grandes (no musulmanas) en Pakistán, junto con los hindúes . El número total de cristianos en Pakistán se estimó en 2.5 millones en 2005, o el 1.6% de la población.  De estos, aproximadamente la mitad son católicos y la mitad protestante .

## Historia

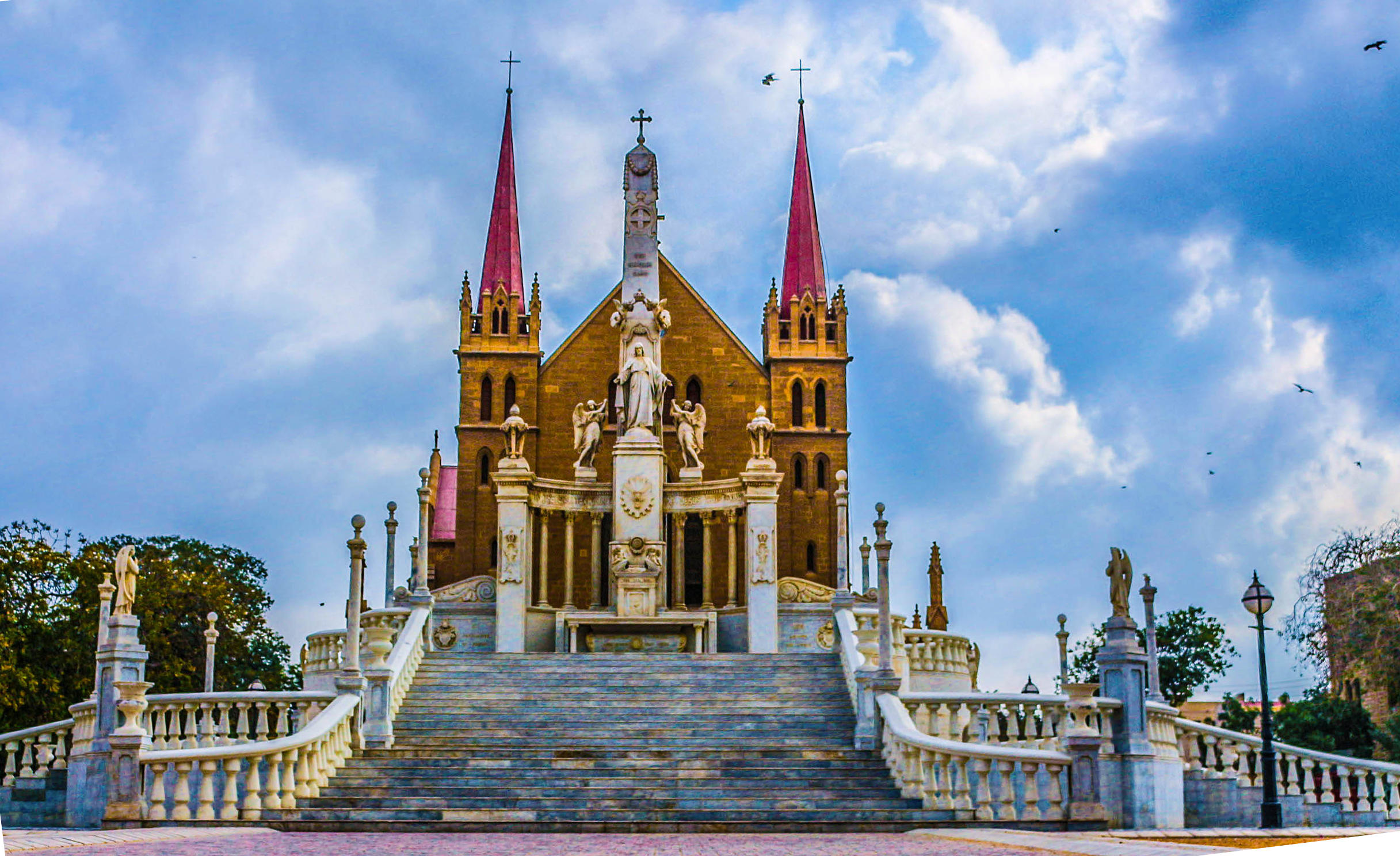
Catedral de San Patricio Karachi

En 1877, en el día de Santo Tomás en la Abadía de Westminster, Londres, el Rev. Thomas Valpy French fue nombrado primer obispo anglicano de Lahore, una gran diócesis que incluía todo el Punyab, luego bajo el dominio colonial británico, y permaneció así hasta 1887; durante este período también abrió el Divinity College, Lahore en 1870. El reverendo Thomas Patrick Hughes se desempeñó como misionero de la Sociedad Misionera de la Iglesia en Peshawar (1864–84), se convirtió en un erudito oriental y compiló un 'Diccionario del Islam' (1885).

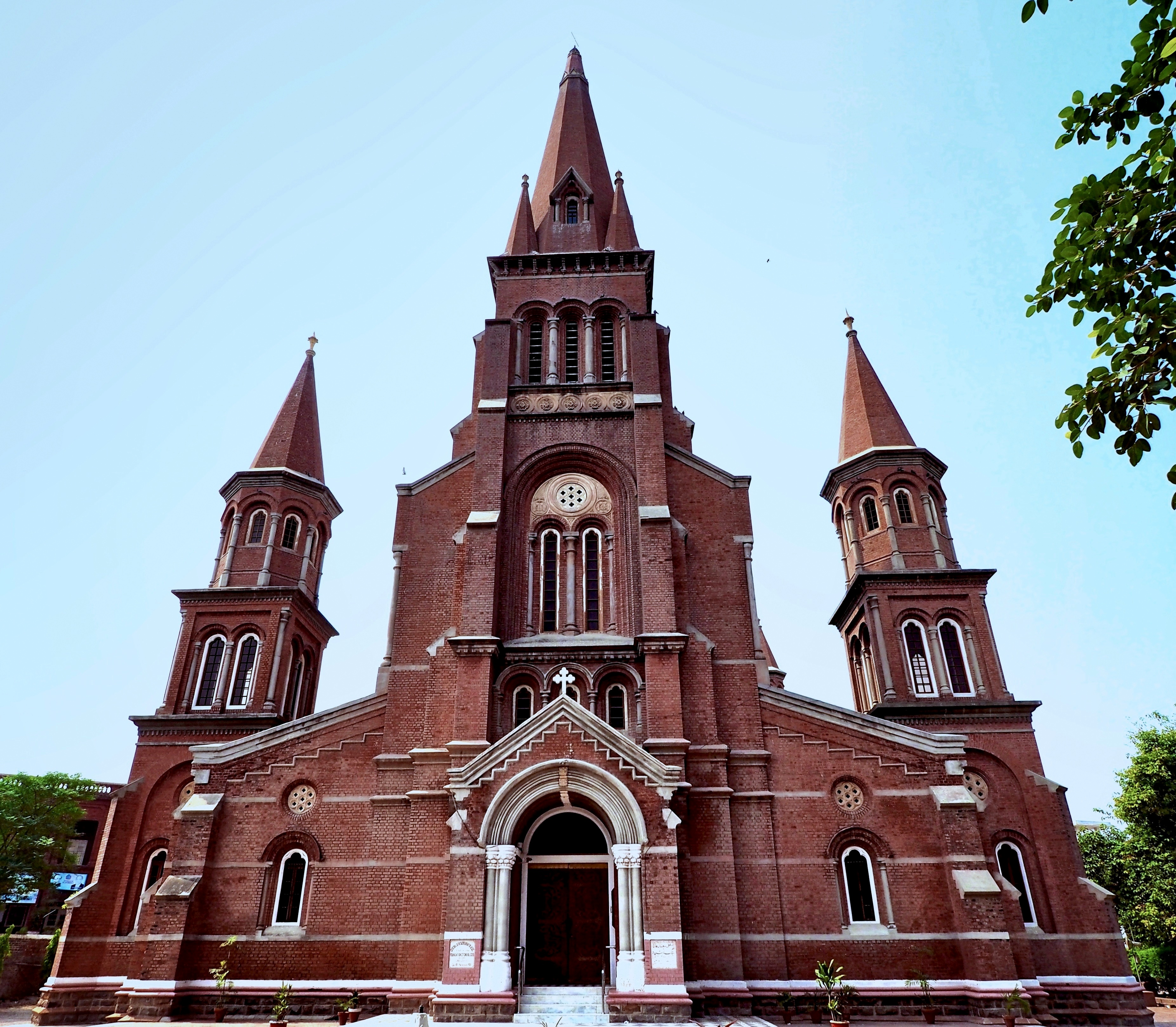
Catedral del Sagrado Corazón, Lahore

Los misioneros acompañaron a las fuerzas colonizadoras de Portugal, Francia y Gran Bretaña . Los misioneros jesuitas enviados desde su Goa en manos de los portugueses construyeron una iglesia católica en Lahore, la primera en Punyab, alrededor de 1597, dos años después de que el emperador Akbar le concediera permiso para hablar de su religión en Fatehpur Sikri. Esta iglesia fue demolida más tarde, tal vez durante los tiempos de Aurangzeb. Más tarde, el cristianismo fue traído principalmente por los gobernantes británicos de la India en los últimos 18 y 19   siglo. Esto se evidencia en ciudades establecidas por los británicos, como la ciudad portuaria de Karachi, donde se alza la majestuosa Catedral de San Patricio, una de las iglesias más grandes de Pakistán, y las iglesias en la ciudad de Rawalpindi, donde los británicos establecieron un importante ejército acantonamiento. 

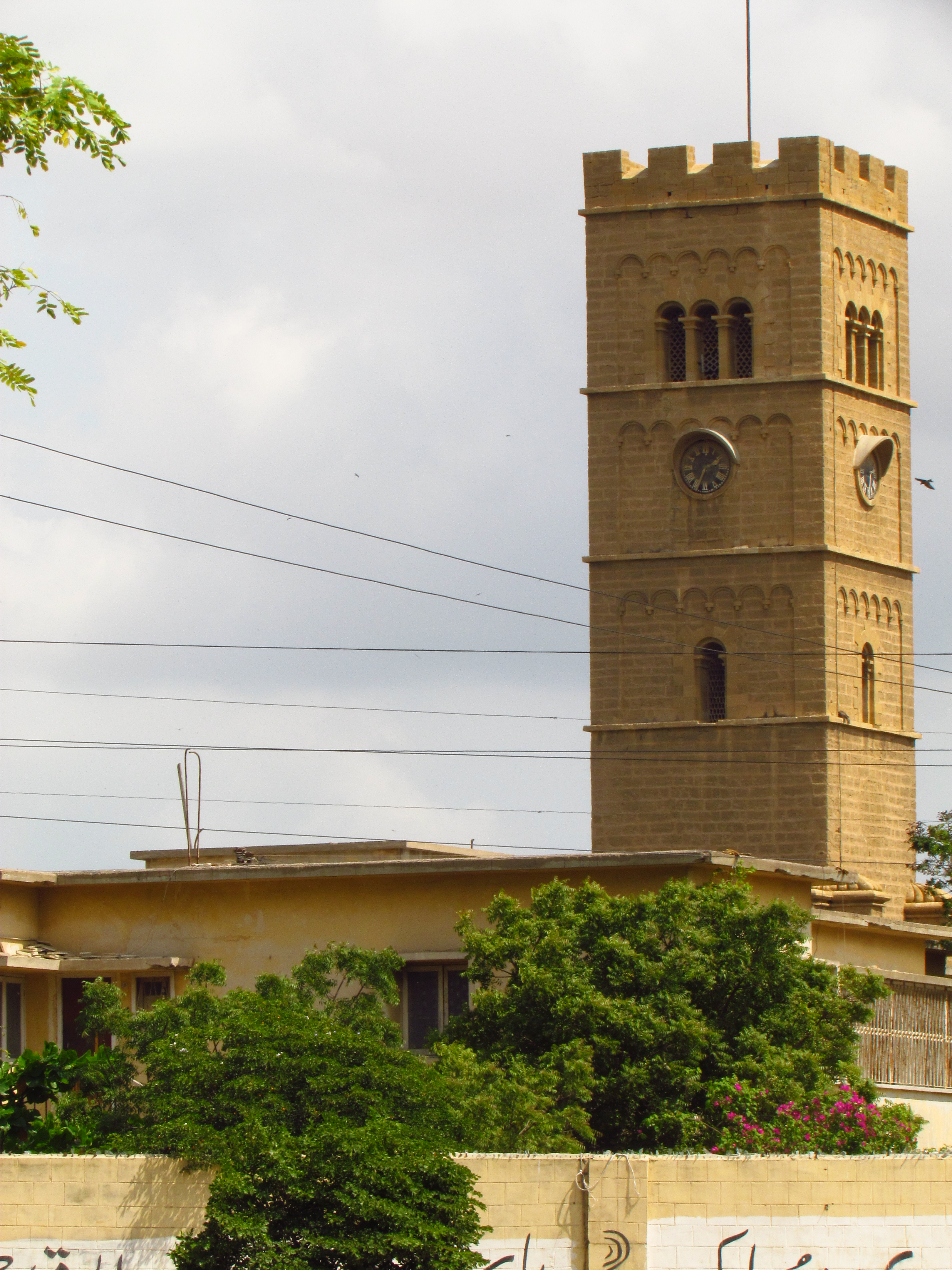
Catedral de la Santísima Trinidad, Karachi

Los europeos ganaron pequeños números de conversos al anglicanismo, al metodismo, a la iglesia luterana y al catolicismo de las poblaciones nativas. El islam era muy fuerte en las provincias de Punyab, Balochistán y la Provincia de la Frontera del Noroeste, pero se formaron pequeñas comunidades nativas de conversos al cristianismo. El mayor número provino de oficiales residentes del ejército británico y el gobierno. Cristianos nativos europeos y ricos establecieron colegios, iglesias, hospitales y escuelas en ciudades como Karachi, Lahore, Rawalpindi y Peshawar . Hay una gran comunidad católica de Goa en Karachi que se estableció cuando la infraestructura de Karachi fue desarrollada por los británicos antes de la Segunda Guerra Mundial, y los irlandeses (que eran súbditos del Imperio Británico y formaron una gran parte del Ejército Británico) fueron un factor importante En el establecimiento de la comunidad católica pakistaní. 

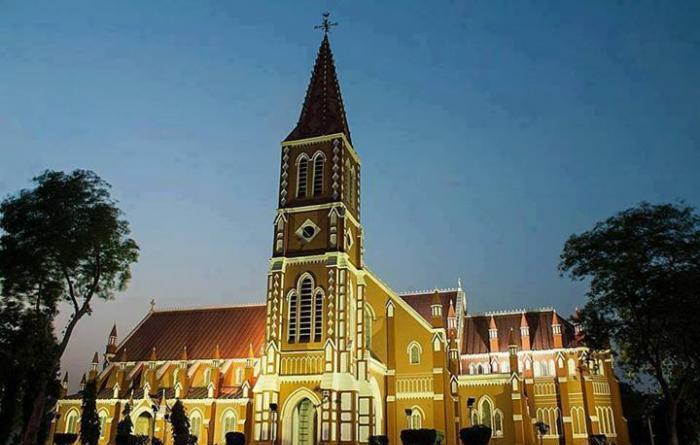
Vista nocturna de la catedral de Santa María y la casa del obispo Multan

Cuando Pakistán logró la independencia en 1947, la organización y las actividades de la comunidad cristiana cambiaron drásticamente. Los cristianos en Punjab y Sindh habían estado bastante activos después de 1945 en su apoyo a la Liga Musulmana de Muhammad Ali Jinnah . Incluso antes de la fase final del movimiento, importantes cristianos indios como Pothan Joseph habían prestado servicios valiosos como periodistas y propagandistas de la Liga Musulmana.     Jinnah había prometido repetidamente a todos los ciudadanos de Pakistán la plena igualdad de ciudadanía, pero esta promesa no fue cumplida por sus sucesores. Pakistán se convirtió en una República Islámica en 1956, convirtiendo al Islam en la fuente de legislación y piedra angular de la identidad nacional, al tiempo que garantiza la libertad de religión y la igualdad de ciudadanía para todos los ciudadanos. En la mayoría de los intercambios de población que se produjeron entre Pakistán y la India tras la independencia debido al conflicto entre los musulmanes y los seguidores de las religiones indias, la mayoría de los hindúes y casi todos los sijs huyeron del país. El Punyab paquistaní es ahora más del 2% cristiano, con muy pocos hindúes a la izquierda. Los cristianos han hecho algunas contribuciones a la vida nacional paquistaní. El primer Tribunal Supremo no musulmán de la Corte Suprema de Pakistán fue el juez AR Cornelius. Los cristianos pakistaníes también se distinguieron como grandes pilotos de combate en la Fuerza Aérea de Pakistán . Entre ellos se destacan Cecil Chaudhry, Peter O'Reilly y Mervyn L Middlecoat . Los cristianos también han contribuido como educadores, médicos, abogados y hombres de negocios. Uno de los jugadores de críquet de Pakistán, Yousuf Youhana, nació como cristiano, pero más tarde se convirtió al Islam, tomando el nombre islámico Mohammad Yousuf. En Gran Bretaña, el obispo emérito de Rochester Michael Nazir-Ali es un cristiano pakistaní. 
En 2016, se informó que la Autoridad Reguladora de Medios Electrónicos de Pakistán (PEMRA) había prohibido todas las estaciones de televisión cristianas. PEMRA no permite derechos de aterrizaje para contenido religioso, lo que permite transmitir mensajes cristianos solo en Semana Santa y Navidad .
Desde 1996, la pequeña comunidad de cristianos ortodoxos del este en Pakistán se colocó bajo la jurisdicción eclesiástica del recién formado Metropolitano Ortodoxo de Hong Kong y el Sudeste Asiático que se creó por decisión del Santo Sínodo del Patriarcado Ecuménico de Constantinopla . En 2008, la Diócesis se dividió y Pakistán quedó bajo la jurisdicción del recién formado Metropolitano Ortodoxo Oriental de Singapur y el sur de Asia.

### Deterioro de las relaciones.

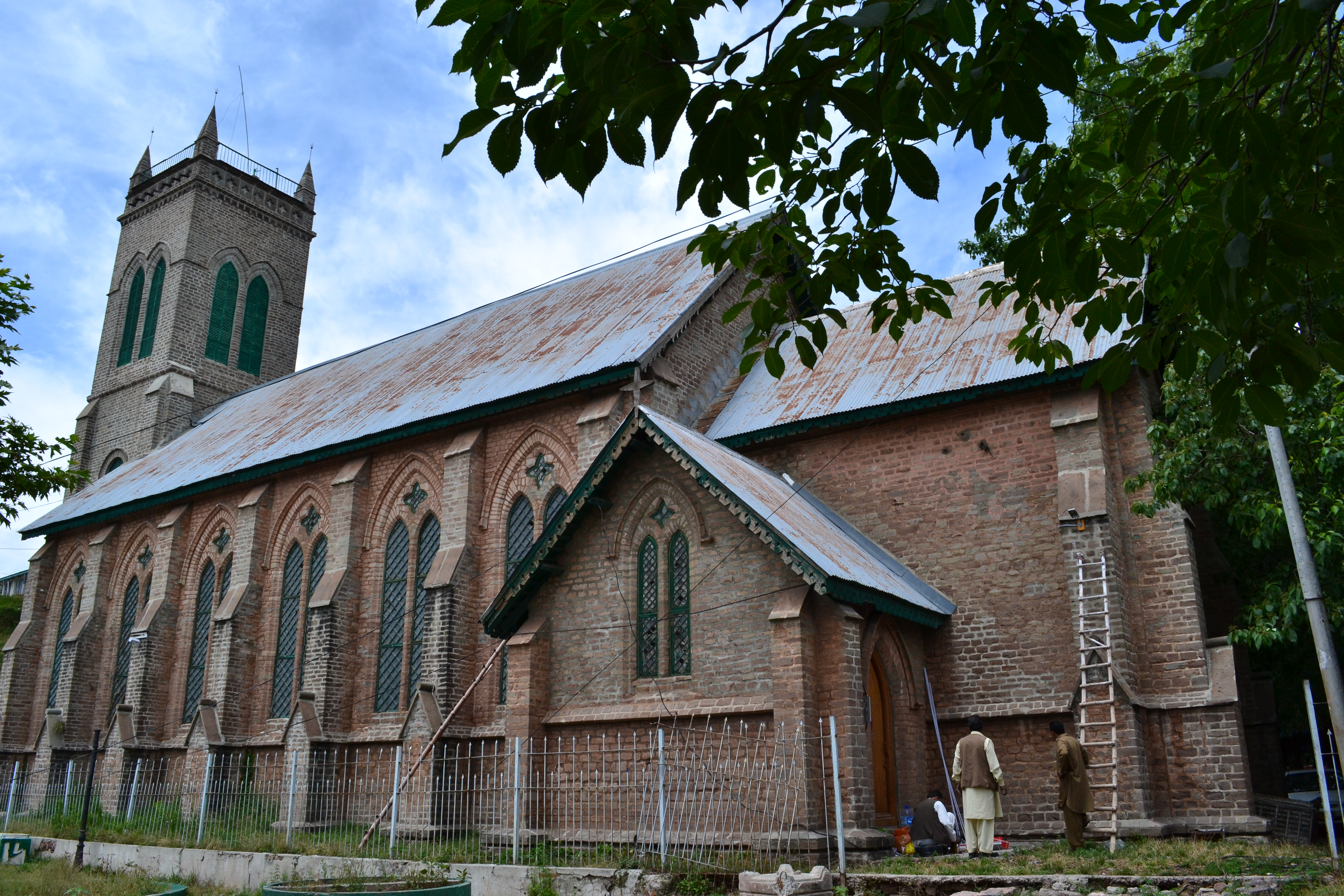
Iglesia de la Santísima Trinidad Murree

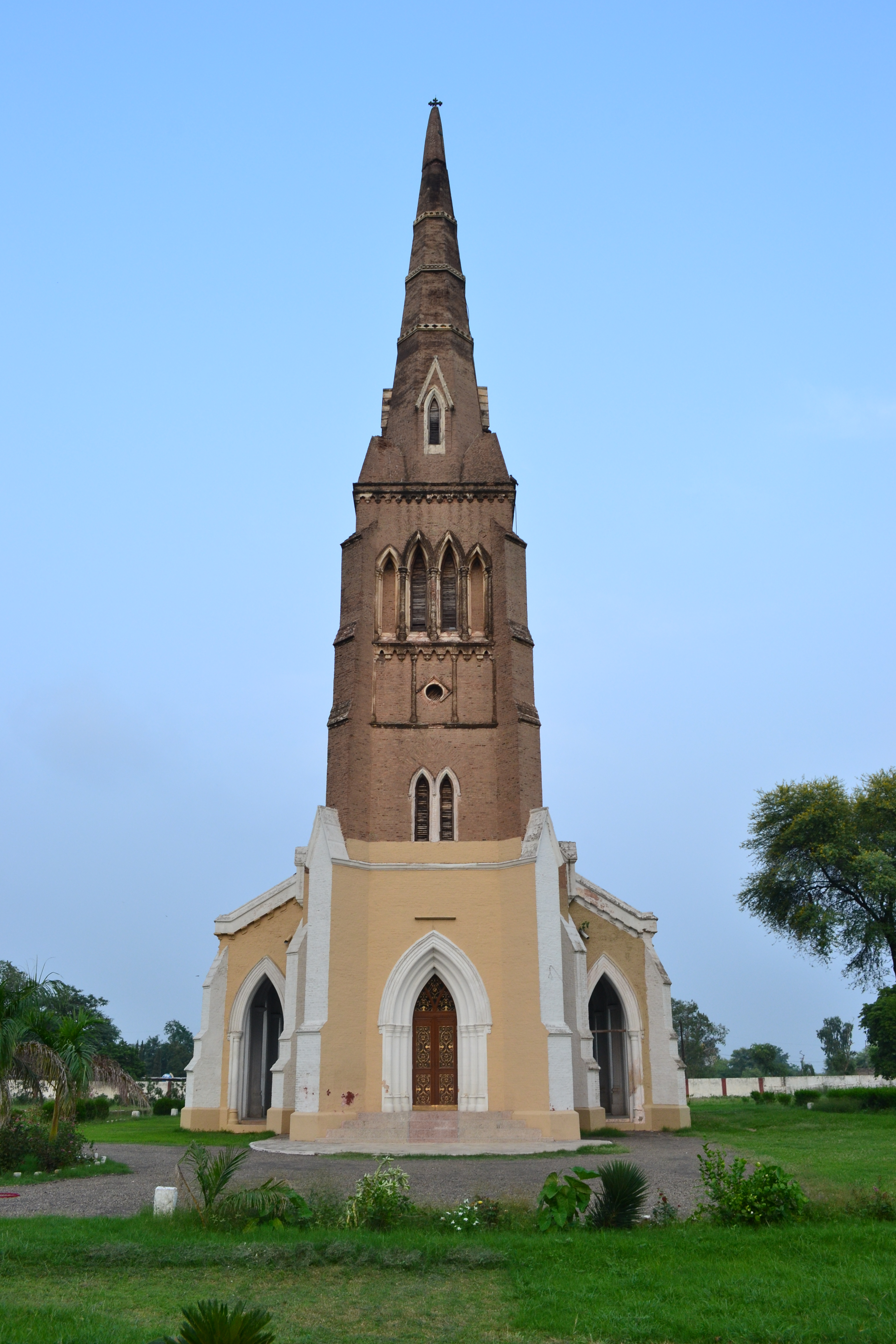
Iglesia de San Juan Jehlum

Según la periodista Pamela Constable, en las décadas de 1980 y 1990 las tensiones entre cristianos y musulmanes en Pakistán comenzaron a "empeorar". Constable atribuye la guerra soviética en Afganistán, el ascenso del dictador militar general Mohammed Zia ul-Haq y la influencia de enseñanzas religiosas más estrictas provenientes de los estados del Golfo como catalizadores del cambio. Después de los ataques del 11 de septiembre en Estados Unidos, las cosas empeoraron con "muchos musulmanes pakistaníes" viendo la respuesta estadounidense a los ataques "como un complot extranjero para difamar a su fe".
La comunidad cristiana de Pakistán desarrolló un "creciente sentido de preocupación", particularmente por las estrictas leyes contra la blasfemia, que restringe cualquier insulto contra el profeta islámico Mahoma y hace que el crimen sea punible con la muerte, que muchos activistas consideran "objeto de abuso para atacar a las minorías religiosas". En la década de 1990, algunos cristianos fueron arrestados por blasfemia, y por protestar, eso parecía insultar al Islam. John Joseph, un obispo en Faisalabad se suicidó para protestar por la ejecución de un hombre cristiano por cargos de blasfemia.
En 2009, una serie de ataques mataron a ocho cristianos en Gojra entre ellos cuatro mujeres y un niño. En 2013, un atentado suicida en una iglesia en Peshawar causó la muerte de más de 100 personas y una serie de ataques en iglesias en Lahore en 2015 dejó 14 muertos. El 27 de marzo de 2016, más de setenta personas murieron cuando un atacante suicida que atacaba a cristianos que celebraban la Semana Santa atacó un patio de recreo en Lahore.

## Persecución

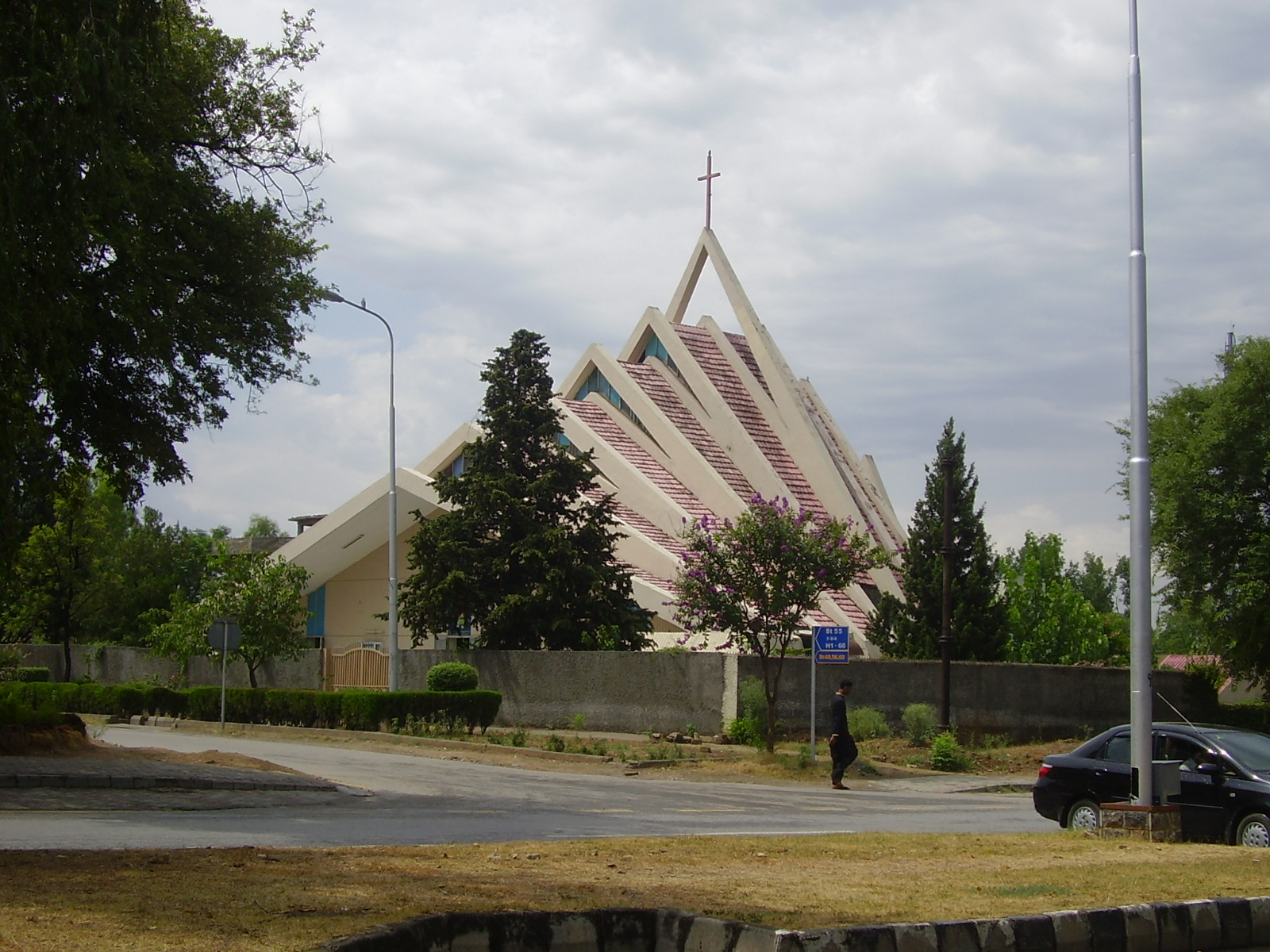
Iglesia en Islamabad

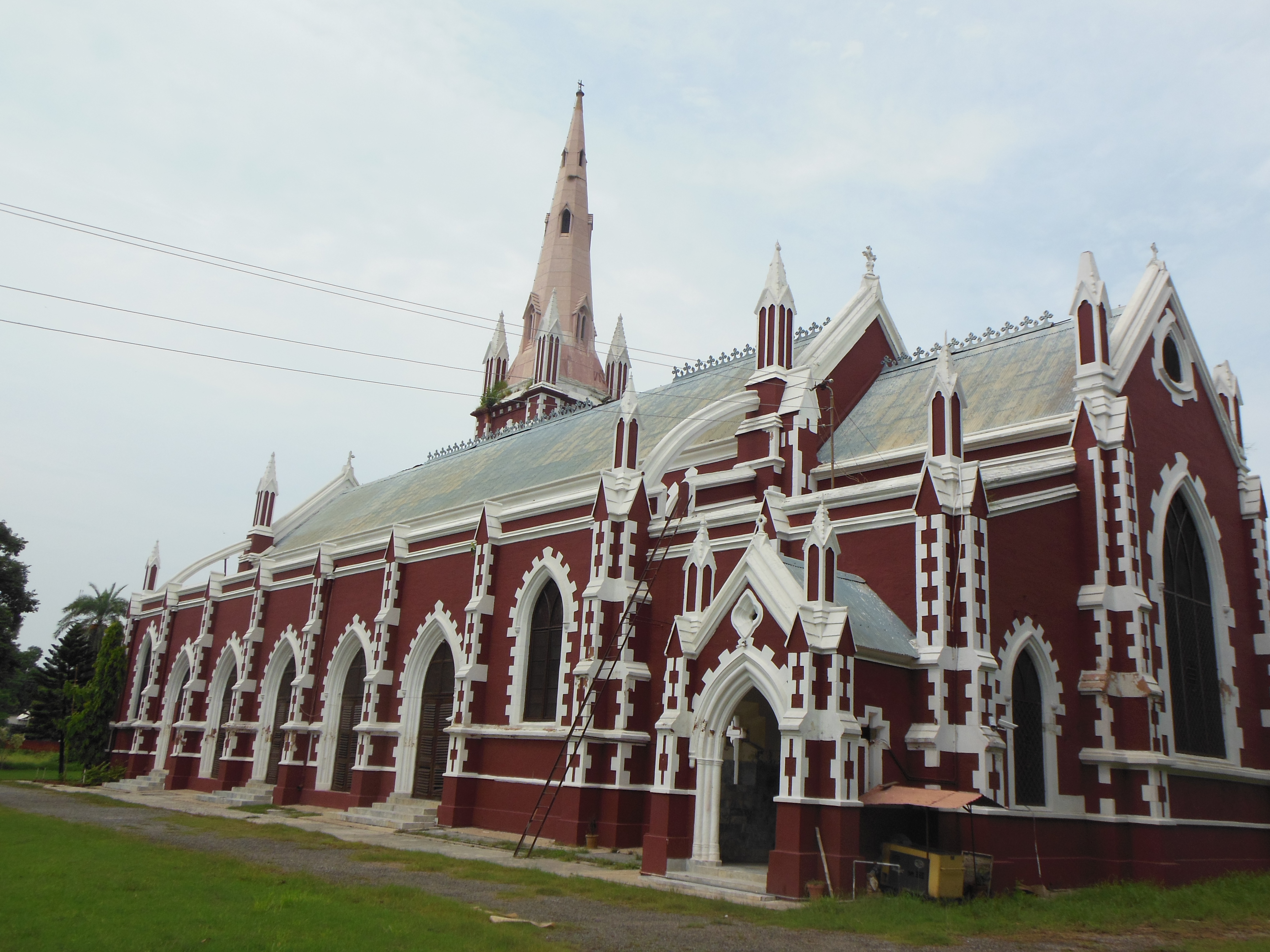
Fuera de la Catedral de Sialkot

Desde 1947 hasta mediados de la década de 1970, los gobiernos de Pakistán fueron en gran parte seculares en política y juicio. En 1971, Pakistán Oriental se independizó como Bangladesh, y la mayoría de los hindúes de Pakistán, que vivían en Bangladesh, fueron separados de Pakistán. Pakistán se convirtió en un estado culturalmente monolítico, cada vez más islámico, con minorías religiosas más pequeñas que nunca. 
Con los gobiernos de Zulfikar Ali Bhutto y Zia ul-Haq, las leyes islámicas más estrictas transformaron a Pakistán. La conversión a otras religiones distintas del Islam no está prohibida por la ley, pero la cultura y las presiones sociales no favorecen tales conversiones. Los musulmanes que cambian su fe al cristianismo, están sujetos a la presión social. Extremadamente controvertidas fueron las leyes contra la blasfemia, que hicieron traicionero que los no musulmanes se expresaran sin ser acusados de no ser islámicos. Zia también presentó a la Sharia como una base para la legislación, reforzada por Nawaz Sharif en 1991. Las conversiones forzadas al islamismo del cristianismo son una fuente importante de preocupación para los cristianos pakistaníes, y la minoría enfrenta amenazas, hostigamiento e intimidación por parte de extremistas .

### Discriminación en la Constitución.
Los cristianos, junto con otras minorías no musulmanas, son discriminados en la Constitución de Pakistán . A los no musulmanes se les prohíbe convertirse en Presidente o Primer Ministro. Además, se les prohíbe ser jueces en el Tribunal Federal de la Shariat, que tiene el poder de anular cualquier ley que se considere no islámica.

### Leyes de blasfemia
Varios cientos de cristianos, junto con los propios musulmanes, han sido procesados bajo las leyes de blasfemia de Pakistán, y se han dictado sentencias de muerte a al menos una docena.
La ley pakistaní ordena que cualquier "blasfemia" del Corán deba ser castigada. El 28 de julio de 1994, Amnistía Internacional instó al Primer Ministro de Pakistán, Benazir Bhutto, a cambiar la ley porque estaba siendo utilizada para aterrorizar a las minorías religiosas. Lo intentó pero no tuvo éxito. Sin embargo, modificó las leyes para hacerlas más moderadas. Sus cambios fueron revertidos por la administración Nawaz Sharif. 
Ayub Masih, un cristiano, fue condenado por blasfemia y condenado a muerte en 1998. Un vecino lo acusó de afirmar que apoyaba al escritor británico Salman Rushdie, autor de The Satanic Verses . Menores tribunales de apelación confirmaron la condena. Sin embargo, ante el Tribunal Supremo de Pakistán, su abogado pudo demostrar que el acusador había utilizado la condena para expulsar a la familia de Masih de sus tierras y luego había adquirido el control de la propiedad. Masih ha sido puesto en libertad.
El 22 de septiembre de 2006, un cristiano pakistaní llamado Shahid Masih fue arrestado y encarcelado por presuntamente violar las "leyes islámicas de blasfemia" en el país de Pakistán. Actualmente se encuentra recluido en prisión y ha expresado temor a represalias por parte de fundamentalistas islámicos .
En noviembre de 2010, Asia Bibi fue condenada a muerte por ahorcamiento por "blasfemia". La sentencia debía ser confirmada en un tribunal superior antes de ejecutarse. Bibi fue absuelta en 2018.
En agosto de 2012, Rimsha Masih, una niña analfabeta con discapacidad mental, fue acusada de blasfemia por quemar páginas de un libro que contiene versos del Corán. La acusación provino de un clérigo musulmán, quien a su vez ha sido acusado por la policía de incriminar a la niña. La niña, y luego el clérigo, fueron arrestados y liberados bajo fianza.

### Desplazamientos forzados
Desde 2014, la Autoridad de Desarrollo de Capital (CDA, por sus siglas en inglés), una corporación de beneficio público responsable de brindar servicios municipales en Islamabad, ha estado demoliendo barrios marginales que están ocupados en gran parte por cristianos en la ciudad. La Corte Suprema puso en espera las demoliciones y ordenó al CDA una justificación por escrito. Los CDA's respondieron que "la mayoría de estos abadeses katchi [barrios marginales] están bajo la ocupación de la comunidad cristiana". "Parece que este ritmo de ocupación de la tierra por parte de la comunidad cristiana puede aumentar. La eliminación de katchi abadies es muy urgente para proporcionar [un] mejor ambiente para los ciudadanos de Islamabad y para proteger la belleza de Islamabad ". Varios activistas de derechos humanos condenaron la respuesta.

### Violencia extremista musulmana contra los cristianos.
Cristianos en Pakistán informan haber sido atacados por Tehrik-i-Taliban Pakistán .
El 9 de agosto de 2002, hombres armados lanzaron granadas en una capilla en los terrenos del Hospital Cristiano de Taxila, en el norte de Punjab, 15 millas al oeste de Islamabad, matando a cuatro, entre ellas dos enfermeras y un paramédico, e hirieron a 25 hombres y mujeres. El 25 de septiembre de 2002, hombres armados musulmanes no identificados mataron a tiros a seis personas en una organización benéfica cristiana en el distrito central de negocios de Karachi. Entraron en las oficinas del tercer piso del Instituto para la Paz y la Justicia (IPJ) y dispararon a sus víctimas en la cabeza. Todas las víctimas eran cristianos pakistaníes. El jefe de la policía de Karachi, Tariq Jamil, dijo que las víctimas tenían las manos atadas y que se les había tapado la boca con cinta adhesiva. El 25 de diciembre de 2002, varios días después de que un clérigo islámico llamara a los musulmanes para que mataran a los cristianos, dos hombres ocultos bajo un burka lanzaron una granada contra una iglesia presbiteriana durante un sermón cristiano en Chianwala, en el este de Pakistán, y mataron a tres niñas.
Después de los asesinatos de Karachi, Shahbaz Bhatti, el jefe de la Alianza de Minorías de Todo Pakistán, dijo a BBC News Online: "Nos hemos vuelto cada vez más víctimas desde el lanzamiento de la Guerra contra el Terror internacional dirigida por Estados Unidos. Por lo tanto, es responsabilidad de la comunidad internacional garantizar que el gobierno nos proteja".
En noviembre de 2005, 3.000 militantes islamistas atacaron a cristianos en Sangla Hill en Pakistán y destruyeron las iglesias católicas, el Ejército de Salvación y el Presbiteriano Unido. El ataque fue por alegaciones de violación de las leyes de blasfemia por parte de un cristiano pakistaní llamado Yousaf Masih. Los ataques fueron condenados por algunos partidos políticos en Pakistán.  Sin embargo, los cristianos pakistaníes han expresado su decepción por no haber recibido justicia. Samson Dilawar, párroco de Sangla Hill, dijo que la policía no se ha comprometido a juzgar a ninguno de los arrestados por cometer los asaltos, y el gobierno pakistaní no informó a la comunidad cristiana que un juez local estaba realizando una investigación judicial. Dijo que los clérigos musulmanes todavía "hacen discursos de odio sobre los cristianos" y "continúan insultando a los cristianos y nuestra fe".
En febrero de 2006, iglesias y escuelas cristianas fueron objeto de protestas por la publicación de las caricaturas de Jyllands-Posten en Dinamarca, dejando a dos ancianas heridas y muchas casas y muchas propiedades destruidas. Algunos de los mobs fueron detenidos por la policía, pero no todos. El 5 de junio de 2006, un albañil cristiano pakistaní llamado Nasir Ashraf estaba trabajando cerca de Lahore cuando bebía agua de una instalación pública usando un vidrio encadenado a la instalación. Fue inmediatamente asaltado por musulmanes por "contaminar el vidrio". Una turba se reunió y golpeó a Ashraf, llamándolo "perro cristiano". Los espectadores alentaron la golpiza, diciendo que era una "buena" acción que ayudaría a los atacantes a entrar en el cielo. Ashraf fue hospitalizado. En agosto de 2006, una iglesia y hogares cristianos fueron atacados en una aldea fuera de Lahore en una disputa por la tierra. Tres cristianos resultaron gravemente heridos y uno fue desaparecido luego de que unos 35 musulmanes quemaron edificios, profanaron biblias y atacaron a cristianos. Sobre la base, en parte, de tales incidentes, Pakistán fue recomendado por la Comisión de Libertad Religiosa Internacional de los Estados Unidos (USCIRF, por sus siglas en inglés) en mayo de 2006 para ser designado como "País de Preocupación Especial" (CPC) por el Departamento de Estado .
En julio de 2008, una multitud asaltó una iglesia protestante durante un servicio de oración en las afueras de la ciudad más grande de Pakistán, Karachi, denunciando a los cristianos como "infieles" e hiriendo a varios, incluido un pastor.
Los disturbios de Gojra de 2009 fueron una serie de violentos pogromos contra las minorías cristianas por parte de los musulmanes. En junio de 2009, International Christian Concern denunció la violación y el asesinato de un hombre cristiano en Pakistán, por negarse a convertirse al Islam. En marzo de 2011, Shahbaz Bhatti fue asesinado por hombres armados luego de que se pronunciara contra las leyes de blasfemia de Pakistán. El Reino Unido aumentó la ayuda financiera al país, lo que generó críticas al secretario británico de Relaciones Exteriores, William Hague . El cardenal Keith O'Brien declaró: " Incrementar la ayuda al gobierno de Pakistán cuando no se respeta la libertad religiosa y los que defienden la libertad religiosa son asesinados es equivalente a una política exterior anticristiana " .  La Iglesia Católica en Pakistán solicitó al Papa Benedicto que declarara el martirio de Shahbaz Bhatti.
Al menos 20 personas, incluidos funcionarios de la policía, resultaron heridas cuando 500 manifestantes musulmanes atacaron a la comunidad cristiana en la ciudad de Gujranwala el 29 de abril de 2011, según ha informado Minorities Concern of Pakistan. Durante una conferencia de prensa en Karachi, la ciudad más grande de Pakistán, el 30 de mayo de 2011, Maulana Abdul Rauf Farooqi y otros clérigos de Jamiat-Ulema-e-Islam citaron "historias bíblicas inmorales" y exigieron prohibir la Biblia. Maulana Farooqi dijo: "Nuestros abogados se están preparando para pedirle a la corte que prohíba el libro".
El 23 de septiembre de 2012, una multitud de manifestantes en Mardan, enojada con la película antiislámica La inocencia de los musulmanes, al parecer "incendió la iglesia, la escuela secundaria de San Pablo, una biblioteca, un laboratorio de computadoras y casas de cuatro clérigos, incluido el Obispo Peter Majeed ". Y pasó a maltratar a Zeeshan Chand, el hijo del pastor. El 12 de octubre de 2012, Ryan Stanton, un niño cristiano de 16 años, se escondió después de ser acusado de blasfemia y después de que su casa fue saqueada por una multitud. Stanton declaró que lo habían enmarcado porque había rechazado las presiones para convertirse al Islam.
En marzo de 2013, los musulmanes atacaron un vecindario cristiano en Lahore, donde se quemaron más de 100 casas después de que un cristiano hiciera comentarios blasfemos. El 22 de septiembre de 2013, 75 cristianos fueron asesinados en un ataque suicida en la histórica Iglesia de Todos los Santos en el casco antiguo de la capital regional, Peshawar .
El 14 de febrero de 2014, los musulmanes asaltaron el edificio de la Iglesia y atacaron propiedad escolar en Multan. Fueron dirigidos por Anwar Khushi, un gánster musulmán que llegó a un acuerdo con el portavoz de la gente local. Se apoderaron de los bienes de la Iglesia, desplazaron a la gente y los privaron de su edificio. 
El 15 de marzo de 2015, dos explosiones tuvieron lugar en una iglesia católica y una iglesia de Cristo durante el servicio dominical en la ciudad de Youhanabad en Lahore. Al menos 15 personas murieron y setenta resultaron heridas en los ataques.
El 27 de marzo de 2016, al menos 70 personas murieron y más de 340 resultaron heridas cuando un atacante suicida que atacaba a los cristianos que celebraban la Semana Santa atacó un área de juegos en Lahore. Los talibanes pakistaníes se responsabilizaron del atentado .
El 17 de diciembre de 2017, una bomba mató a nueve personas e hirió a cincuenta y siete . El Estado Islámico de Irak y el Levante asumieron la responsabilidad.

## Estadística
Aparte de los católicos, los cristianos de otras denominaciones se reorganizaron, en la India, en las Iglesias del norte y sur de la India respectivamente, y como la Iglesia de Pakistán en 1970. Políticamente, han surgido grupos como el Congreso cristiano pakistaní . La Iglesia Nueva Apostólica también tiene seguidores en Pakistán. 
La Iglesia de Jesucristo de los Santos de los Últimos Días (Iglesia SUD) informa sobre más de 4,000 miembros en 13 congregaciones en todo Pakistán. Los miembros SUD son más frecuentes en Islamabad, Lahore y Karachi.

### Por provincia
| Provincia                                 | Cristianos (en 1998) | Cristianos (en 1998) |
| ----------------------------------------- | -------------------- | -------------------- |
| null Khyber Pakhtunkhwa                   | 0.21%                | 36,668               |
| Áreas tribales administradas federalmente | 0.07%                | 2,306                |
| null Punjab                               | 2,31%                | 1,699,843            |
| Sindh                                     | 0.97%                | 294.885              |
| null Balochistan                          | 0.4%                 | 31.200               |
| null Territorio Capital de Islamabad      | 4.07%                | 32,738               |

## Cristianos notables

### Cristianos en los servicios militares pakistaníes
Los cristianos en Pakistán han estado activos durante mucho tiempo en varios campos del servicio público. Muchos cristianos han servido en las Fuerzas Armadas de Pakistán, servicios civiles y otras organizaciones. Algunos han recibido altos premios civiles y militares. 

#### Fuerza Aérea de Pakistán[69]
- Vice mariscal del aire Eric Gordon Hall (1947-1977)
- Vice mariscal de aire Michael John O'Brian
- El comodoro aéreo Patrick Desmond Callaghan (1945-1971)
- Capitán de grupo Cecil Chaudhry
- Air Commodore Nazir Latif
- Comandante de ala Mervyn L. Middlecoat
- Líder del escuadrón Peter Christy
- Teniente de vuelo William D. Harney[70]

#### Ejército paquistaní
- Mayor General Julian Peter
- Mayor General Noel Israel Khokhar
- Brigadier samson simon sharaf
- Brigadier mervyn cardoza
- El brigadier daniel austin
- Brigadier Nayer Fardows
- Mayor Joseph P. G Sharaf (Regimiento Balouch)

#### Armada de Pakistán
- El contraalmirante Leslie Mungavin

### Ministros religiosos
- Victor Azariah (Secretario Ejecutivo del Consejo Nacional de Iglesias de Pakistán)[71]
- Rt. Rdo. Samuel Robert Azariah (Moderador de la Iglesia de Pakistán y Obispo en Raiwind)[72]
- Obispo Andrew Francis, ex obispo de Multan en Pakistán
- Francis Nadeem, galardonado con Tamgha-e-Imtiaz para el Servicio Público.
- Anthony Theodore Lobo, recibió el Premio Presidential Pride of Performance en 1990 por sus servicios a la causa de la literatura y la educación.

### Servicio civil y policía
- Manuel Misquita, ex alcalde de Karachi .
- Dr Dilshad Najmuddin expolicía de IG y ex embajador
- Cincinnatus Fabian D'Abreo, administrador y político
- Shahbaz Bhatti, miembro de la Asamblea Nacional y miembro del Partido de los Pueblos de Pakistán (PPP)[73] y Ministro Federal de Asuntos de las Minorías de 2008 a 2011.[74]
- Kamran Michael, senador que se desempeñó como Ministro de Estadísticas y miembro de la Liga Musulmana de Pakistán (Nawaz) (PML-N)

### Educación
- Oswald Bruno Nazareth, profesor de secundaria por 50 años.
- Mary Emily Gonsalves, galardonada con el Sitara-e-Imtiaz en reconocimiento a sus servicios a la educación.[75]
- Yolande Henderson, veterana maestra de secundaria.[76]
- Norma Fernandes, maestra galardonada con el Tamgha-i-Imtiaz por sus servicios a la educación.[77]
- Bernadette Louise Dean, académica y educadora.
- Audrey Juma, directora del Instituto de Educación de Notre Dame en Karachi
- Anthony D "Silva Director Ejecutivo Junta Católica de Educación Karachi.[78]
- Jacqueline Maria Dias, profesora de enfermería en la Universidad Aga Khan .
- Riffat Arif, profesora, activista femenina y filántropa de Gujranwala .[79]

### Entretenimiento
- Alycia Dias, cantante de Playback.
- Azekah Daniel, Actriz.[80]
- Benita David, actriz y modelo.[81]
- Bohemia, el rapero.
- Nirmal Roy, músico y cantante de Lahore.[82]
- Sunita Marshall, actriz y modelo.
- Yashma Gill, actriz.[83]

### Deportes
- Jack Britto, jugador de hockey olímpico.
- Jacob Harris, críquet de primera clase y entrenador deportivo de Karachi
- John Permal, 1964-74, el humano más veloz de Pakistán.
- Ian Fyfe, jugador de cricket, entrenador y periodista deportivo de Karachi.[84]
- Sidra Sadaf, ciclista que ganó una medalla de plata en los XI Juegos del Sur de Asia en Dhaka, Bangladesh, en enero de 2010.
- Shazia Hidayat, atletismo atleta. Fue la única atleta femenina en el equipo de Pakistán que compite en los Juegos Olímpicos del 2000 en Sydney, Australia .[85]

### Otro
- Nasir Francis (un joven político de la pequeña ciudad de Karachi, Pakistán) (desde 2015 hasta la fecha, está sirviendo a la colonia ferroviaria de la ciudad de Karachi)
- Dewan Buhadar SP Singha, (Primer orador de la Asamblea Legislativa de West Punjab después de 1947)[86]
- Jerome D'Silva, empresario de Karachi.
- Sunny Benjamin John, cantante de Karachi .
- Quentin D'Silva, expresidente y director ejecutivo de Shell Pakistan Limited.[87]
- Asher John, periodista principal y exeditor jefe de noticias del diario Pakistan Today y exeditor de calidad de Daily Times.[88]
- Cyril Almeida, periodista y editora asistente del diario Dawn .[89]
- Christopher Sharaf - Centro de Estudios Cristianos - Rawalpindi

## Literatura
Existe literatura disponible sobre temas relacionados con los cristianos pakistaníes. A pesar de las preocupaciones de seguridad y los peligros que pueden enfrentar los autores para abordar temas delicados, escritores de diferentes orígenes religiosos han escrito sobre el cristianismo en el país. A continuación, encontrará una lista incompleta de libros de diferentes géneros sobre cristianos en Pakistán. 
- GM Félix, poeta y escritor urdu .
- Kanwal Feroze, erudito, poeta, escritor y periodista.
- Adeerus Ghayan escribió la novela Fuego de amor, que trata específicamente sobre las tensiones entre musulmanes y cristianos.
- Mohammed Hanif escribió la novela Nuestra Señora de Alice Bhatti sobre una enfermera cristiana en Karachi.
- Omer Shahid Hamid escribió la novela El prisionero, que cuenta la historia de un oficial de policía cristiano en Karachi.
- El difunto Begum Bilquis Sheikh era una dama pakistaní aristocrática que se convirtió del islam al cristianismo y escribió sus famosas memorias sobre esto.
- Omer Tarin, famoso poeta pakistaní, erudito y místico, ha escrito varios poemas que se centran en la personalidad y la enseñanza de Jesucristo y también ha escrito artículos sobre la historia del cristianismo en el norte de Pakistán desde la época británica .
- El Dr. Nabeel Qureshi, un ex ahmadi que se convirtió al cristianismo, escribió tres libros. Buscando a Alá, encontrando a Jesús: un musulmán devoto se encuentra con el cristianismo, respondiendo a la Jihad: un mejor camino hacia adelante y sin Dios PERO uno: Alá o Jesús .

## Otras lecturas
- Church of England (1908). Urdu version of the Book of Common Prayer, and administration of the sacraments and other rites and ceremonies of the church, according to the use of the Church of England: together with the Psalter or Psalms of David ... and the form and manner of making, ordaining, and consecrating of bishops .... Society for Promoting Christian Knowledge. p. 274. Consultado el 6 de julio de 2011.